# Avery Dennison
Pour les articles homonymes, voir Avery et AVY.
Avery Dennison Corporation (NYSE : AVY) est une société américaine active sur les cinq continents qui fait partie du Forbes 500. Elle fabrique des produits auto-adhésifs (comme des étiquettes autocollantes), du matériel de bureau et divers produits en papier ainsi que du matériel de marquage pour la grande distribution. C'est R. Stanton Avery qui fonda Avery en 1935. Avery Dennison Corporation fut créée en 1990 par la fusion d'Avery et Dennison (Dennison avait été fondée en 1844 par Aaron Lufkin Dennison. Le logo d'Avery Dennison a été créé par le célèbre graphiste américain, Saul Bass.
En 2019, Avery Dennison a annoncé l'acquisition de la division des transpondeurs de Smartrac pour un prix d'achat de 225 millions d'euros. L’acquisition créera une plate-forme générant des revenus de plus de 450 millions de dollars.

## Activité
La société est organisée en trois segments: 
- Le segment des produits auto-adhésifs, fabrication et vente de rouleaux de matière première, films graphiques, produits rétro-réfléchisants pour les routes, polymères spéciaux et films extrudés.
- Le segment des produits pour le bureau et la grande consommation fabrique et vend divers produits pour le bureau et les privés comme des étiquettes, des classeurs et des instruments d'écriture.
- Le service distribution et information produit et vend des systèmes de marquage des prix, des imprimantes d'étiquettes autocollantes pour la production de code barres, des étiquettes en textile, des étiquettes imprimées ainsi que les fournitures et équipements y relatifs.

## Histoire

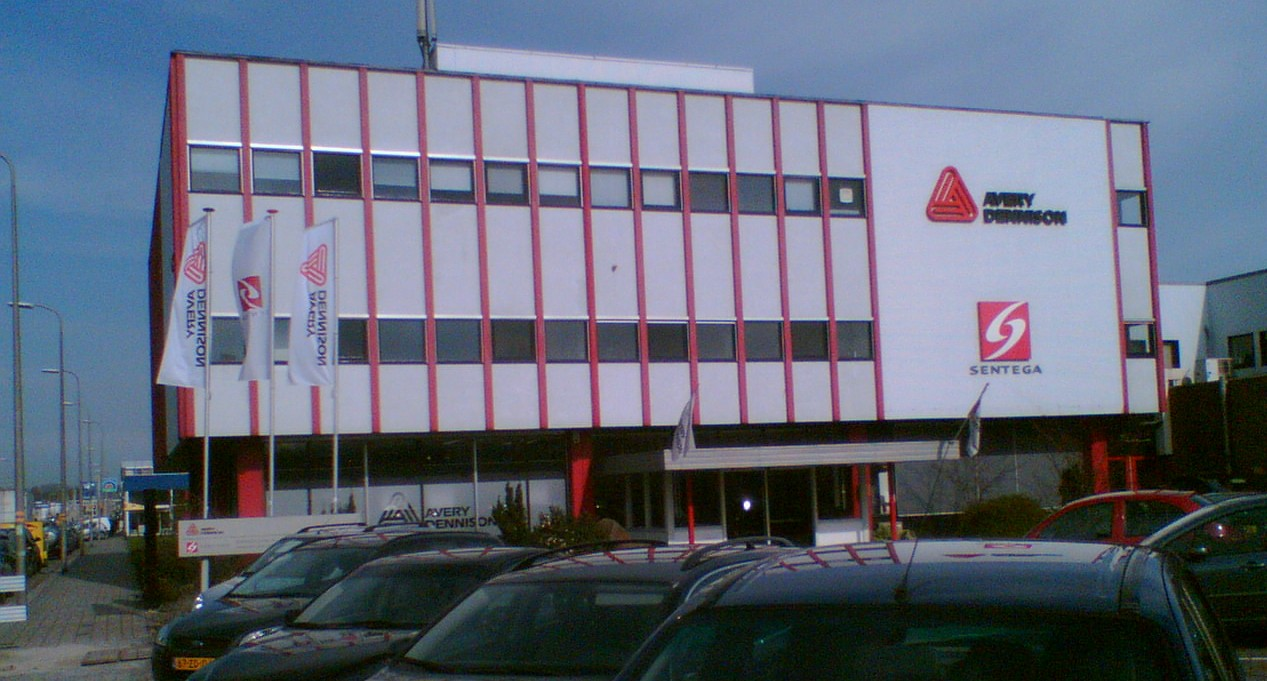
Avery Dennison a Utrecht, Hollande

Le 22 mars 2007, Avery Dennison a indiqué son intention d'acheter la société Paxar, elle aussi spécialiste du domaine de l'étiquette, pour la somme de 1,3 milliard de dollars.
En septembre 2016, Avery Dennison annonce l'acquisition de Hanita Coatings, une entreprise israélienne appartenant au kibboutz d'Hanita pour 75 millions de dollars.